# 波亚克 (上卢瓦尔省)
波亚克（法語：Paulhac，法語發音：[pojak]）是法国上卢瓦尔省的一个市镇，位于该省西北部，属于布里尤德区。

## 地名
该地名“Paulhac”发音为[pojak]（“lh”的拼写受奥克语影响）而非[polak]，根据实际发音其应译作“波亚克”（同“Pauillac”译），《世界地名翻译大辞典》与《世界地名译名词典》将其误译作“波拉克”。

## 地理
波亚克（45°18'3"N, 3°20'53"E）面积8.4 平方千米，位于法国奥弗涅-罗讷-阿尔卑斯大区上盧瓦爾省，该省份为法国中南部省份，北起多姆山省和卢瓦尔省，西接康塔爾省，南至洛泽尔省，东临阿尔代什省。
与波亚克接壤的市镇（或旧市镇、城区）包括：博蒙、布里尤德、圣博齐尔、圣洛朗沙布勒日。
波亚克的时区为UTC+01:00、UTC+02:00（夏令时）。

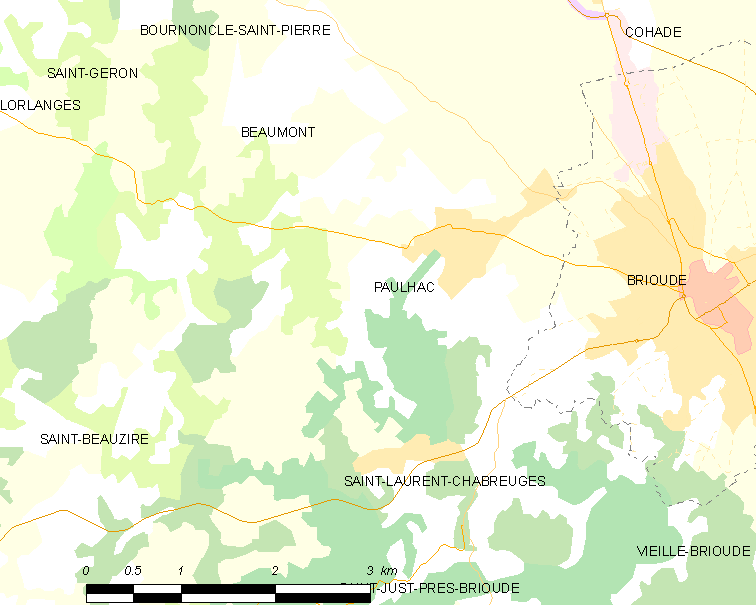
波亚克的OSM定位图

## 行政
波亚克的邮政编码为43100，INSEE市镇编码为43147。

## 政治
波亚克所属的省级选区为布里尤德县。

## 人口

1962-2008年间波亚克人口变化图示

波亚克于2022年1月1日时的人口数量为607人。

## 交通
上卢瓦尔省省道D19线和D20线经过境内。